# Bajlovce
Bajlovce es un pueblo ubicado en el municipio de Staro Nagoričane, en la región Noreste, Macedonia del Norte.

## Superficie
Posee una superficie de 22,81 kilómetros cuadrados.

## Demografía
Hasta 2021 la población era de 61 habitantes, con una densidad de población de 2,674 habitantes por kilómetro cuadrado.